# Samuel I Mamicônio
Samuel I Mamicônio (em armênio/arménio: Շմուել Մամիկոնեանը; romaniz.: Shmuel Mamikonian) foi nobre armênio do século VI.

## Vida
Samuel era filho de Artavasdes IV. Aparece em 555, quando participou no Segundo Concílio de Dúbio e assina as atas do concílio como asparapetes (comandante-em-chefe).